# 戴伟立
戴伟立（英語：Weili Dai，1960年—）美国高科技行业女企业家、亿万富翁。美满电子（Marvell）共同创始人之一。祖籍浙江宁波，生于上海。被认为是当代世界“最成功的女性企业家”之一。并被认为是半导体和IT业界唯一一位主要企业女创办人。

## 生平
祖籍浙江宁波鄞县。出生于上海。祖父早年自中国上海移民美国，有兄弟戴伟民、戴伟进，均为美国知名华人企业家。出生时，祖父以为是个男孩，取名“伟立”。
早年就读于复旦大学附属高中。1979年，随家人移民美国加州，入加州旧金山的亚伯拉罕林肯高中。后获得加州名校加州大学伯克利分校錄取，获得计算机科学学士学位。
在加州大学伯克利分校求学期间，认识同在计算机系的研究生周秀文，日后二人建立感情，并共同创业。1985年，二人结婚。
1995年，夫妻二人共同创立用于计算机高速存储技术的美满电子科技公司。公司在自己加州家中客厅创立，创始时员工只有几人。
2000年，公司在美国纽约纳斯达克上市，股价迅速升值。戴伟立个人身价也蹿升达20余亿美元，不到40岁即成为福布斯富豪榜亿万富豪新贵。

## 荣誉
- 2013年3月，获得美国加州“硅谷年度企业家奖”。
- 2013年5月23日，美国福布斯杂志世界妇女权力榜排名第88位。[4]
- 2013年10月25日，获得加州亚州商会“新丝绸之路奖”。
- “撼动世界的150位女性”（"150 Women Who Shake the World"）[5]。
- 2013年5月12日，获选美国福布斯杂志世界妇女权力榜排名第89位。
- 2012年5月12日，美国加州大学伯克利分校工程院建院143周年来毕业典礼首位女性特邀演讲人（commencement speaker）[6]。
- 2010年，入选美国百人会会员
- 2007年，美国福布斯杂志世界上十亿美元富豪榜（Billionaire）排名第891位。[4]
- 2006年，美国福布斯杂志美国400大富豪排行榜第374位。[4]

## 家庭
- 兄：戴伟民、戴伟进
- 夫：周秀文（Sehat Sutardja）
- 子女：二人